# Sanguirana sanguinea
Sanguirana sanguinea là một loài ếch trong họ Ranidae. Chúng được tìm thấy ở Indonesia và Philippines.
Các môi trường sống tự nhiên của chúng là các khu rừng ẩm ướt đất thấp nhiệt đới hoặc cận nhiệt đới, đầm nước nhiệt đới hoặc cận nhiệt đới, sông, đầm nước, đầm nước ngọt có nước theo mùa, vườn nông thôn, và các khu rừng trước đây bị suy thoái nặng nề. Nó không được xem là bị đe dọa theo IUCN.

## Hình ảnh

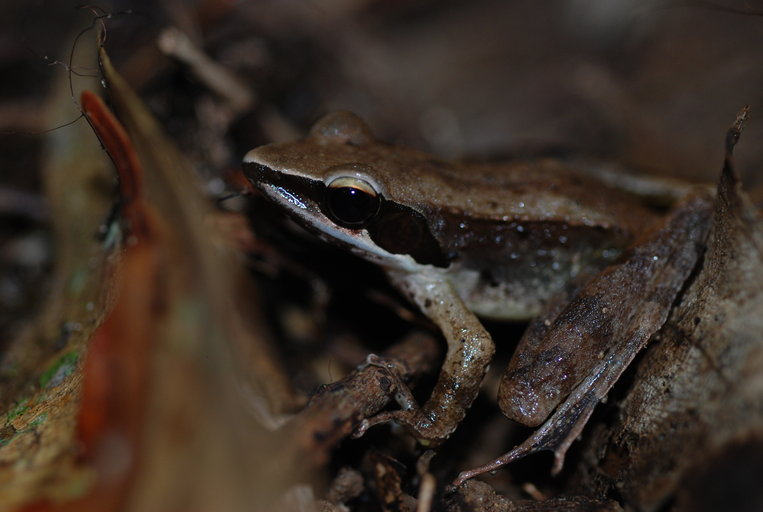
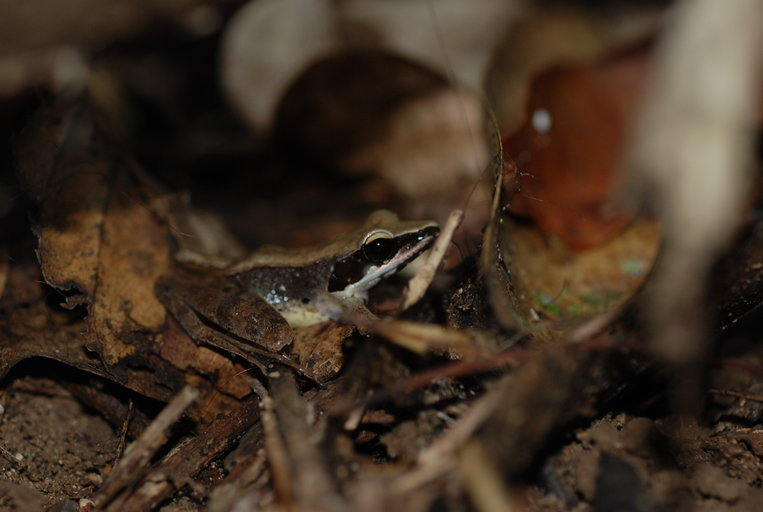